# Ico (computerspel)
Ico (Japans: イコ; Iko) is een computerspel dat is ontwikkeld door Team Ico en uitgegeven door Sony Computer Entertainment. Het actie-avontuur/puzzelspel is uitgekomen in de VS op 24 september 2001, in Japan op 6 december 2001 en in Europa op 22 maart 2002.
Een jongen genaamd Ico wordt verbannen naar een kasteel omdat deze hoorns op zijn hoofd heeft. De speler bestuurt de jongen en moet samen met Yorda uit het kasteel zien te ontsnappen. 
Het spel is voornamelijk een 3D platformspel. Tijdens het spelen is het spel in derde-persoon perspectief.

## Ontvangst
| Beoordeeld door         | Platform      | Datum             | Score |
| ----------------------- | ------------- | ----------------- | ----- |
| GameSpy                 | PlayStation 2 | 15 oktober 2001   | 100%  |
| Playstation Illustrated | PlayStation 2 | 7 december 2002   | 100%  |
| PSX Extreme             | PlayStation 2 | 26 september 2001 | 99%   |
| VicioJuegos.com         | PlayStation 2 | 6 mei 2005        | 95%   |
| videospiele.com         | PlayStation 2 | 8 april 2002      | 92%   |
| Game Over Online        | PlayStation 2 | 22 januari 2002   | 91%   |
| ZTGameDomain            | PlayStation 2 | 30 juni 2005      | 90%   |
| Jeuxvideo.com           | PlayStation 2 | 18 maart 2002     | 85%   |
| Game Revolution         | PlayStation 2 | 9 oktober 2001    | 83%   |
| Gamer 2.0               | PlayStation 2 | 4 augustus 2005   | 67%   |

## Trivia
- Het spel zou eigenlijk voor de Sony PlayStation uitkomen, maar de ontwikkeling werd vertraagd en uiteindelijk kwam het spel als eerste voor de PlayStation 2 uit.